# Hristo Botev
Jristo Botev (en búlgaro: Христо Ботев, también transliterado en lenguas anglosajonas entre otras como Hristo Botev) (Kalofer, 6 de enero de 1848 - Vola Peak, cerca de Vratsa, 1 de junio de 1876), originalmente llamado Jristo Botiov Petkov (en búlgaro: Христо Ботйов Петков), fue un poeta y político revolucionario búlgaro, considerado héroe nacional en su país.
En 1950, el punto más alto de los montes Balcanes fue renombrado en su honor como monte Botev (Връх Ботев, Vrah Botev).

## Primeros años
Su padre, Botyo Petkov (1815-1869), era profesor y fue una de las figuras importantes durante el período final del movimiento de Renacimiento Nacional Búlgaro comprometido con terminar la dominación del Imperio otomano. Hristo fue fuertemente influenciado por él y sus ideas.

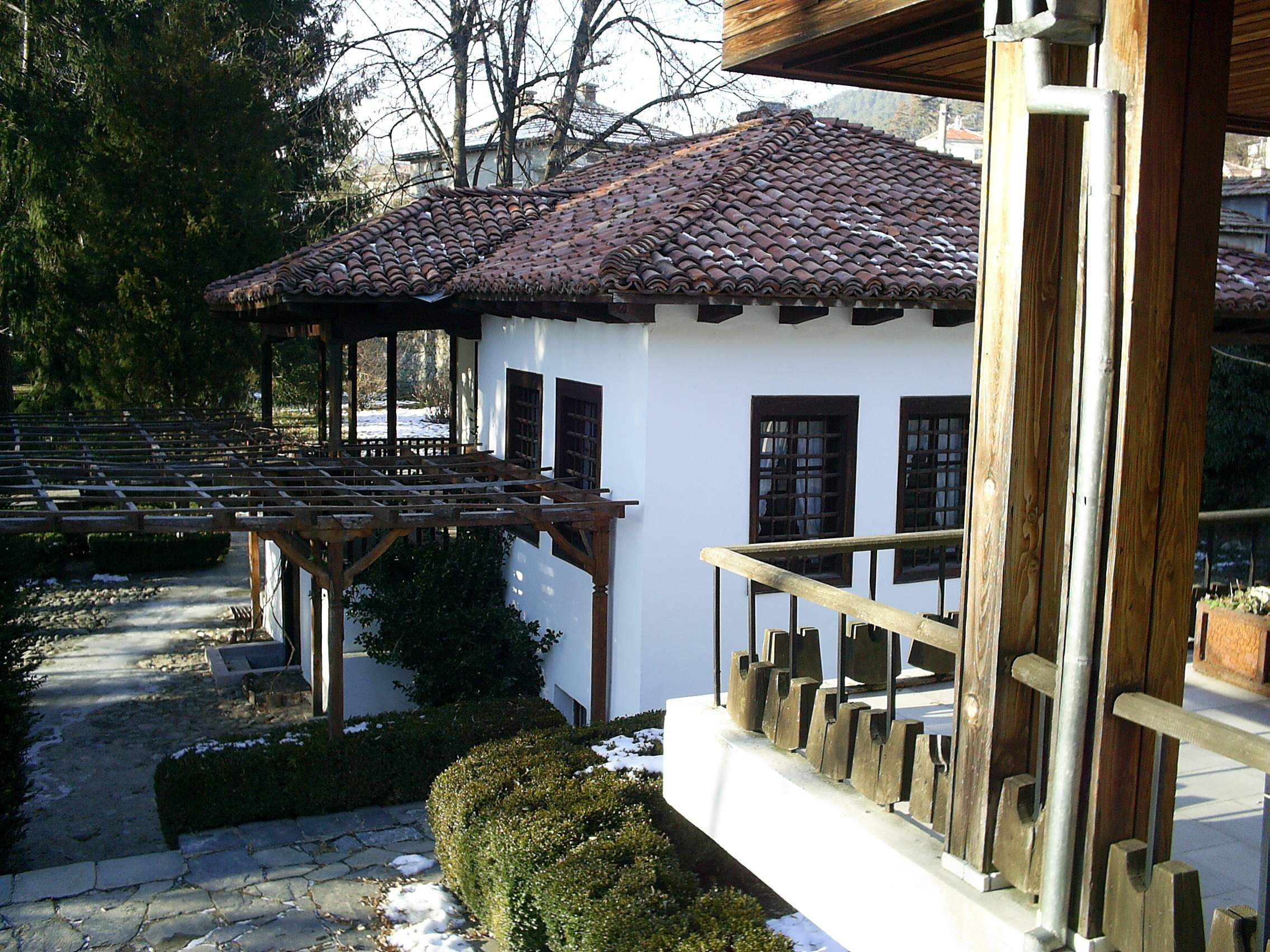
Casa de familia de Botev en Kalofer.

En 1863, tras completar su educación primaria en Kalofer, Hristo fue enviado por su padre a una secundaria en Odesa. Allí quedó profundamente impresionado por los trabajos de los poetas demócratas rusos de la época. Tras terminar la secundaria pasó dos años como maestro en Odessa y Besarabia. Por esa época escribió sus primeros poemas y estableció estrechas conexiones con los movimientos revolucionarios de Polonia y Rusia y sus concepciones políticas comenzaron a tomar forma.
Hristo retornó a Kalofer a comienzos de 1867 para reemplazar temporalmente a su padre como profesor. El 24 de mayo de ese año durante la celebración de la fiesta de los santos Cirilo y Metodio, de las cuales su padre era principal organizador, dijo un discurso público en contra de la dominación del Imperio otomano y las clases ricas de Bulgaria y como consecuencia de ello fue desterrado. Aunque decidió volver a Odesa, la falta de dinero hizo que optara por viajar a Rumanía, donde en esa época había muchos exiliados búlgaros.

## Exilio
Muy influenciado por los revolucionarios búlgaros refugiados en Rumania, Botev asumió la vida típica de un revolucionario, sin recursos y frecuentemente sin hogar. Por un tiempo vivió en un molino abandonado cerca de Bucarest, con Vasil Levski, líder de la insurgencia búlgara, de quien llegó a ser amigo. 
Desde 1869 hasta 1871 Botev trabajó de nuevo como maestro en Besarabia, pero manteniendo sus nexos con el movimiento revolucionario búlgaro y sus líderes. En junio de 1871 se convirtió en el editor del periódico revolucionario de los emigrantes Duma na bulgarskite emigranti, donde publicó varios de sus poemas. Encarcelado por algunos meses, aprovechó para concretar su colaboración con los revolucionarios rusos. Comenzó a trabajar con Svoboda (Libertad) un periódico editado por el eminente escritor revolucionario búlgaro Lyuben Karavelov. En 1873 también editó el periódico satírico Budilnik (Despertador), en el cual publicó varias historietas, que apuntaban contra los búlgaros ricos, quienes no participaban en el movimiento de independencia.
Todo el movimiento revolucionario búlgaro estuvo en peligro tras la captura de Vasil Levski por las autoridades otomanas, a finales de 1872. Él había organizado el Comité Central Revolucionario (CCRB; en búlgaro: БРЦК) radicado en Rumania y encargado de preparar el levantamiento general contra la dominación otomana. Levski fue sentenciado a muerte y ahorcado el 19 de febrero de 1873.
Tras la muerte de Levski el Comité se dividió en dos fracciones: Botev, Stefan Stambolov y Panayot Hitov, optaron por propiciar un pronto levantamiento, mientras que Lyuben Karavelov consideró que era prematuro llamar al levantamiento.
Botev pensaba que era importante aprovechar que la organización formada por Levski estaba aún intacta y beneficiarse de la situación internacional de contradicciones en aumento entre los otomanos, Rusia y Serbia. La Rebelión de Herzegovina en 1875, fue otro factor que animó a Botev y Stambolov, pues pensaban que los crecientes desórdenes en los Balcanes absorberían la atracción de las grandes potencia. A comienzos de agosto de 1875 Botev fue elegido nuevo presidente del Comité Central en reemplazo de Karavelov. Consideró entonces que el pueblo búlgaro estaba listo para la rebelión.

## Muerte
En septiembre de 1875 fracasó una insurrección en la ciudad de Stara Zagora pero a comienzos de 1876 los revolucionarios búlgaros exiliados en Rumanía estaban convencidos de que el levantamiento armado general contra la dominación otomana en Bulgaria, debía ser inminente. En abril de 1876 la comunidad de emigrados en Bechet decidió organizar una compañía armada para cruzar el Danubio y tomar parte en el esperado levantamiento. Los organizadores de la insurrección en la región de Vratza (conocidos como "Los Apóstoles"), fueron a Rumanía para solicitar ayuda adicional a la comunidad de exiliados y se reunieron con Botev, convenciéndolo para enviar a esa área la compañía, organizada como guerrilla. Mientras rápidamente eran reclutados más combatientes llegaron las noticias según las cuales la insurrección había comenzado prematuramente.
Los reclutas trataron de aprovechar la experiencia de antiguos líderes guerrilleros búlgaros conocidos como voivodas y les ofrecieron a dos de ellos el mando de la partida de rebeldes, pero rehusaron por motivos políticos. Entonces Botev mismo asumió el mando. Contaba con Nikola Voinovski (1849-1876), un egresado de la Academia Militar Nikolaev, que había sido teniente del ejército ruso. El 16 de mayo de 1876 la partida estuvo lista para partir, aunque le faltaba entrenamiento. Aparentando ser simples pasajeros, viajaron en un barco, del cual se apoderaron después luego por la fuerza. Botev expuso sus motivos políticos al capitán austríaco Dagobert Engländer,  quien terminó colaborando con ellos.
La partida desembarcó cerca de Kozloduy, donde cada uno de sus integrantes besó su tierra natal. A pesar de los mensajes entusiastas de "Los Apóstoles" allí no se había producido el levantamiento. Entre tanto toda la maquinaria militar otomana se movilizó, tanto las tropas regulares como los irregulares bashi-bazouk, quienes se encargaron de patrullar detenidamente la zona. Botev y sus oficiales optaron por conducir la partida a las montañas de Vratza mientras trataban de organizar el levantamiento popular. Pero la población, completamente intimidada por la abrumadora presencia militar otomana, no se rebeló.
La partida sufrió ataques incesantes de los bashi-bazouk y el 18 de mayo en la colina de Milin Kamak a unos 50 km del Danubio, la artillería del ejército otomano les causó las primeras 30 bajas a los rebeldes. El 20 de mayo cinco pelotones del ejército otomano conjuntamente con los  bashi-bazouk atacaron la partida cerca del monte Okoltchitza. Aunque los rebeldes resistieron y causaron graves pérdidas a las tropas otomanas, Botev murió en el combate, tras lo cual la partida acabó derrotada, murieron 130 de sus integrantes y los que no lograron huir fueron capturados y ejecutados. 
Sobrevivieron a Botev su esposa Veneta, su hija Ivanka, y su hijastro Dimitar.

## Después de su muerte
La imagen de Botev fue metódicamente preservada y erigida como icono revolucionario por los intelectuales búlgaros de la época posterior a la liberación, notablemente por Zahari Stoyanov y por Ivan Vazov. Los aspectos más controversiales de su biografía, incluyendo su ideología comunista y sus relaciones con anarquistas rusos, fueron deliberadamente diluidos para no ofender las sensibilidades de la burguesía liberal que ostentó el poder en la Bulgaria del siglo XIX. Irónicamente, su ideología ayudó a la República Popular de Bulgaria de mediados del siglo XX a convertirlo en el pionero del socialismo búlgaro y, por tanto, a perpetuar su memoria. En consecuencia, como cualquier figura pública, esas controversias sobre su pasado dieron lugar en numerosas ocasiones a “descubrimientos” por parte de la prensa sensacionalista de su país. 
Uno de los más persistentes temas puestos en "discusión” está relacionado con las circunstancias exactas de su muerte. Debido a la casi completa aniquilación de la compañía de Botev hubo muy pocos testigos visuales que sobrevivieron a la guerra de liberación y dejaron sus testimonios en entrevistas. Algunas inconsistencias menores en sus declaraciones son regularmente usadas por la prensa sensacionalista para crear teorías de conspiración en torno a la muerte de Botev, como por ejemplo que sus oficiales conspiraron para matarlo debido a desacuerdos de liderazgo relacionados con sus planes de batalla. En la actualidad no hay evidencia sostenible que de crédito a alguna de esas teorías alternativas.

## Obra literaria
En 1875 Botev publicó sus poesías en el libro "Cantos y Poemas", junto con otro poeta revolucionario búlgaro, Stefan Stambolov. Su obra refleja sus sentimientos de solidaridad con el pueblo empobrecido, su amor por la libertad y su rechazo a las tiranías y fue influenciada por los escritores demócratas rusos y por los hechos de la Comuna de París. Muchos de sus poemas están imbuidos de ardor y determinación revolucionaria, por ejemplo Moyata molitva (Mi Oración), Na proshtavane (¡Adiós!), Haiduti, V mehanata ( En la Taberna ) o Borba ( Lucha ). Otros son baladas románticas y líricas como Hadzhi Dimitar, quizá el más grande de sus poemas.
Poemas:
| Título original             | Transliteración               | Traducción                      |
| --------------------------- | ----------------------------- | ------------------------------- |
| Майце си                    | Maytze si                     | A mi madre                      |
| Към брата си                | Kam brata si                  | A mi hermano                    |
| Елегия                      | Elegía                        | Elegía                          |
| Делба                       | Delba                         | Sobras                          |
| До моето първо либе         | Do moeto parvo libe           | A mi primer amor                |
| На прощаване в 1868 г.      | Na proshtavane v 1868         | ¡Adiós! (1868)                  |
| Хайдути                     | Hayduti                       | Hayduk                          |
| Пристанала                  | Pristanala                    | Fugados                         |
| Борба                       | Borba                         | Lucha                           |
| Странник                    | Strannik                      | Extraño                         |
| Ней                         | Ney                           | A Ella                          |
| Патриот                     | Patriot                       | Patriota                        |
| Защо не съм...?             | Zashto ne sam...?             | ¿Por qué no soy...?             |
| Послание (на св. Търновски) | Poslanie (na sveti Tarnovski) | Epístola (al Obispo de Turnovo) |
| Хаджи Димитър               | Haji Dimitar                  | Hadyi Dimitar                   |
| В механата                  | V mehanata                    | En la taberna                   |
| Моята молитва               | Moyata molitva                | Mi oración                      |
| Зададе се облак темен       | Zadade se oblak temen         | Una nube obscura viene          |
| Обесването на Васил Левски  | Obesvaneto na Vasil Levski    | El ahorcamiento de Vasil Levski |

## Reconocimientos

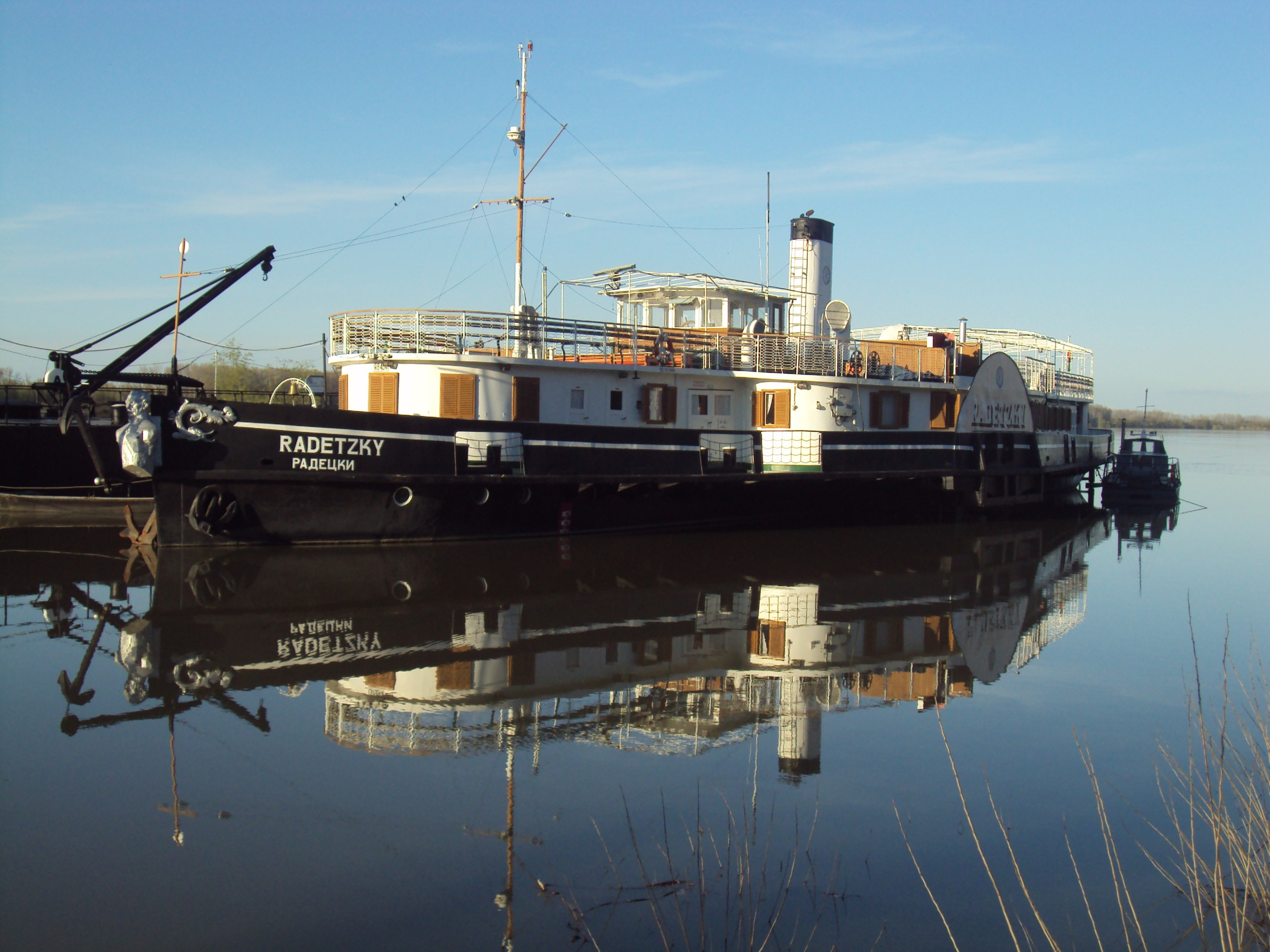
Réplica del Radetzky

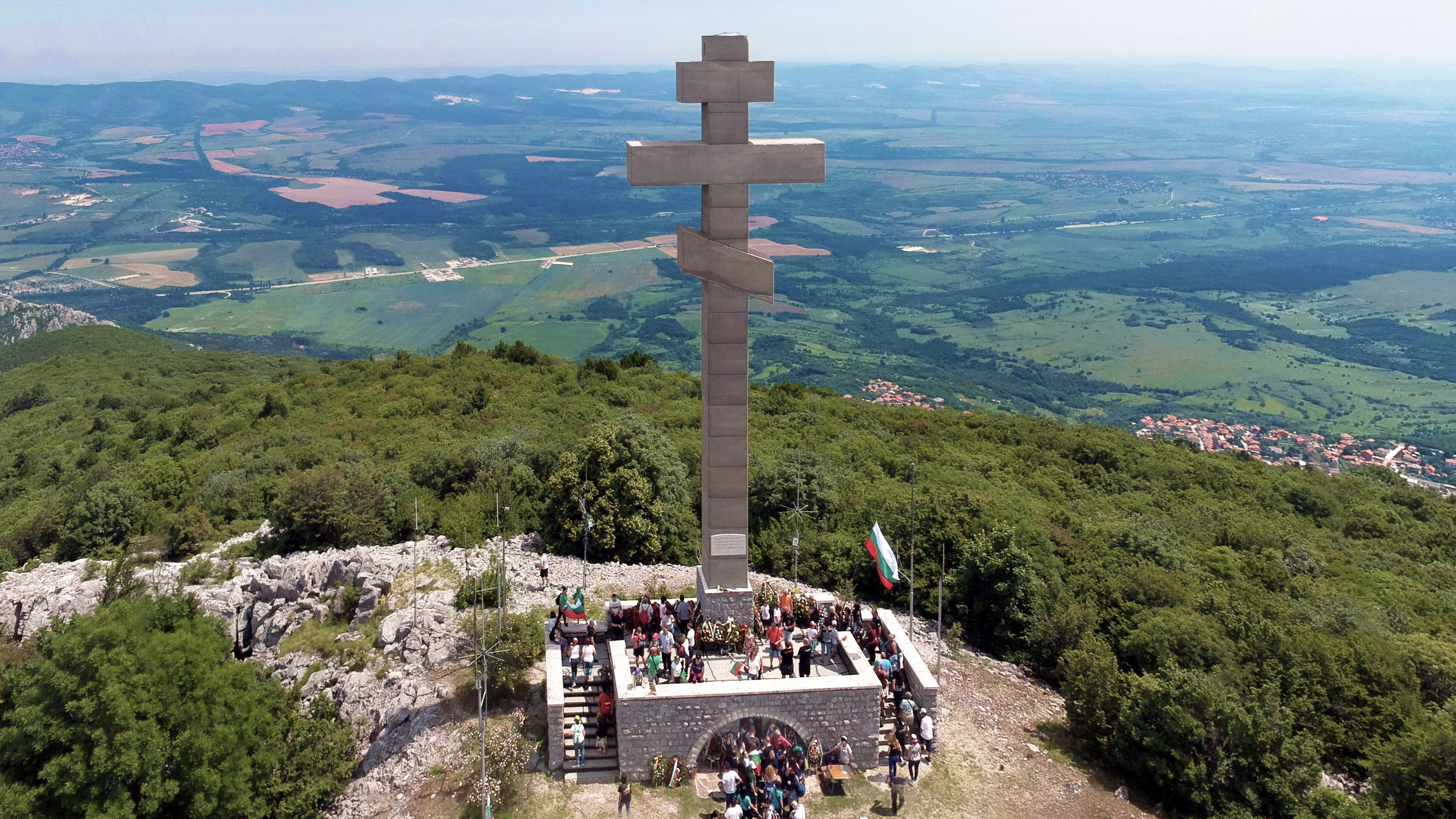
El monumento en la cima del monte Okolchitsa, lugar de la batalla final de Botev, que conmemora a Botev y a todos los que cayeron luchando por la independencia de Bulgaria.

En 1885 se fundó un comité de conmemoración en el aniversario de la muerte de Botev, el 20 de mayo/1 de junio. En 1890 se erigió un monumento en la plaza principal de Vratsa en presencia del rey Fernando. Algunos de los búlgaros más prominentes en la historia del país en ese momento recientemente independiente, como Stefan Stambolov y  Zahari Stoyanov,  dedicaron mucha atención a Botev y a sus acciones por Bulgaria.  Pronto Botev se convirtió en una figura mítica en el Renacimiento Nacional Búlgaro, y aún hoy es conmemorado como uno de los dos revolucionarios más grandes de Bulgaria, junto con Vasil Levski. Una réplica del Radetzky , el barco de vapor del Danubio que comandó y que lo llevó a Bulgaria, fue reconstruida con el dinero recaudado por más de 1 millón de estudiantes en 1966 y ahora se conserva como un barco museo.
Todos los años, exactamente a las 12:00 del 2 de junio, las sirenas de alerta de ataque aéreo en todo el país suenan durante un minuto en honor a Hristo Botev y los que murieron por la libertad de Bulgaria. La gente en todas partes permanece quieta durante 2 a 3 minutos hasta que las sirenas se detienen.
(Aunque según el calendario gregoriano Hristo Botev murió el 1 de junio de 1876, su muerte se conmemora el 2 de junio. Esta tradición surgió desde la adopción búlgara del calendario gregoriano en 1916: se agregó la brecha de 13 días del siglo XX en lugar de la brecha del siglo XIX de 12 días.)
Los siguientes lugares han sido nombrados en memoriae de Hristo Botev:
- El monte Botev, el punto más alto en los montes Balcanes;
- Botev Point y Botev Peak en la isla Livingston en las islas Shetland del Sur;
- la ciudad de Botevgrad, de poco más de 20 000 hab., rebautizada en su honor en 1934;
- calles y bulevares en la mayoría de las ciudades búlgaras,  en muchas ciudades rumanas y en algunas ciudades macedonias; tiene una avenida en Cracovia (Polonia), una calle en Sarajevo (Bosnia y Herzegovina) (renombrada en 1995), una calle en Chișinău (República de Moldavia) y otra (Botevova) en Praga (República Checa, en una urbanización donde todas las calles llevan el nombre de lugares y personas búlgaras).
- buen número de escuelas y escuelas secundarias;
- varios clubes de fútbol —Botev Plovdiv,[8] Botev Vratsa, Botev Galabovo y muchos más— y varios estadios de fútbol en Bulgaria;
- la Radio Hristo Botev, el  segundo canal de Radio Nacional de Bulgaria, una radio cultural con programas de ciencia, arte, infantiles y música clásica;
- el Premio Internacional Botev, un premio literario creado en 1972;
- el asteroide (225238) 2009 QJ5, que fue descubierto el 23 de agosto de 2009 por F. Fratev - Zvezdno Obshtestvo Observatory (Bulgaria).